# 富山檀香
富山檀香股份有限公司，中文簡稱富山檀香，是在台灣高雄市建立的一間傳統小金舖，由鄭銀瑞接手家中事業並於1992年透過系統化經營發展成宗教百貨連鎖店。富山檀香主要以製香及販售拜拜香品、宗教百貨用品為主。

## 發展歷程

### 1992-2006年：創辦及布局
- 1992年，鄭銀瑞接手家中一間小金鋪店，創立富山檀香，主要生產及販售以沉香、檀香為底製成的香品，是一間宗教用品連鎖百貨。
- 2006年，全台富山檀香門市達26間營業中。[2][3]

### 2007-2021年：轉型及海外擴點
- 2007年，由於傳統宗教用品盈利偏低，所以創立副品牌富山香堂，轉型爲生活薰香品牌。
- 2008年，拓展海外市場中國大陸。設立廣東廠與廣州華林店。
- 2009年，台灣離島澎湖店開幕。全台共32間門市營業中。
- 2010-2011年，拓展海外市場新加坡芽籠店、馬來西亞檳城店與吉隆坡店。
- 2012年，設沉香博物館在高雄市大寮區。沉香博物館
- 2013年，全台共36間分店營業中。
- 2016年，全台共45間分店營業中。

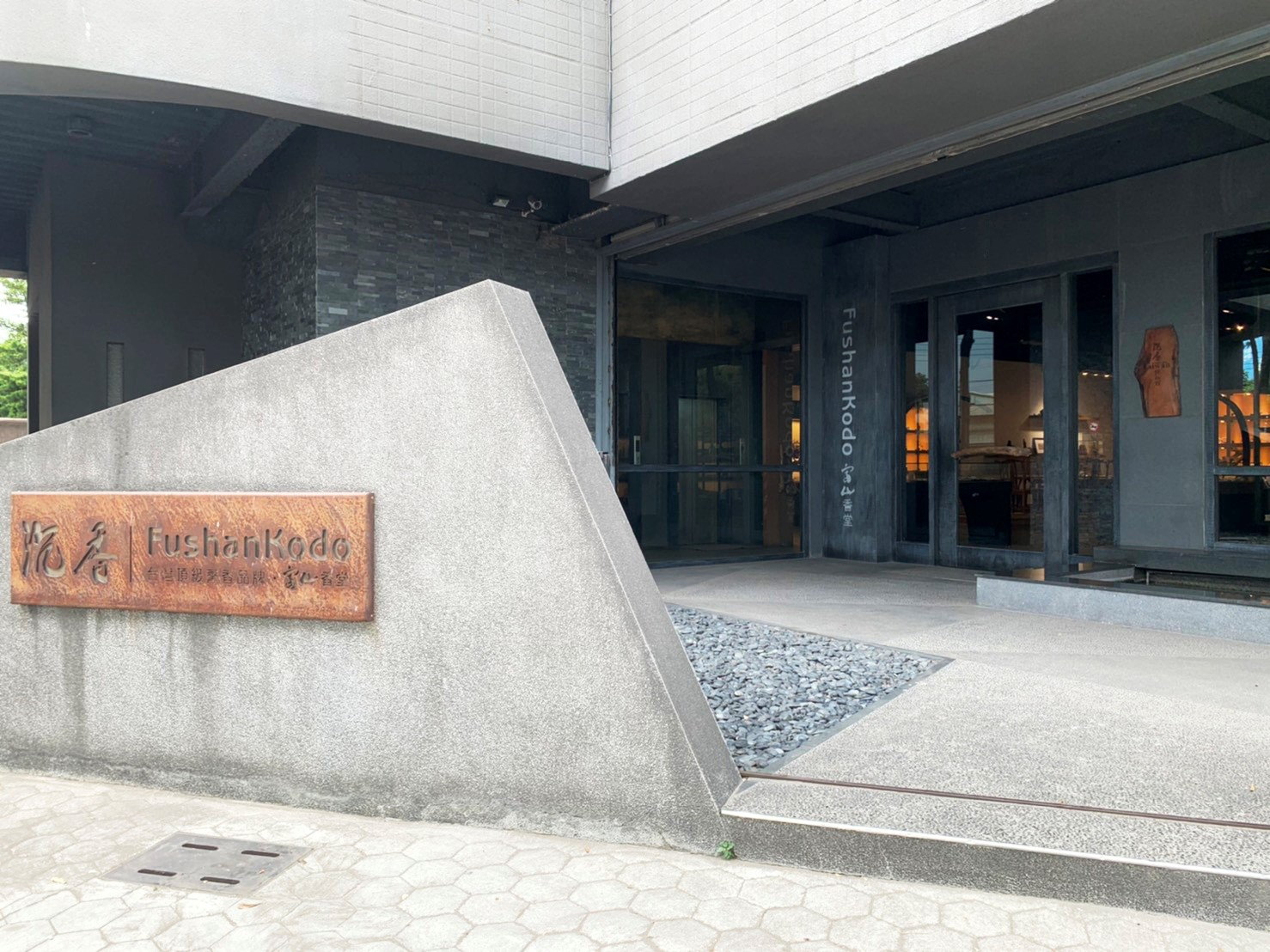
沉香博物館

- 2017-2020年，結合外送平台與網站購物，香品和金紙都可外送。[4]
- 2021年，全台共56間分店營業中。[5][6][7][8][9]

## 外部連結
- 富山檀香官網
- 富山香堂購物網
- 富山檀香的Facebook專頁